# 珠灰蝶
珠灰蝶（學名：Iratsume orsedice），又名黑背小灰蝶、黑底小灰蝶、水絲梨灰蝶。

## 描述
本種為中型至中大型灰蝶，具明顯雌雄二型性。體背褐色，腹面白色。雄蝶前足跗節癒合、末端尖銳；雌蝶不癒合。
雄蝶翅背為具珍珠光澤的白色，前翅外緣有細黑邊，後翅外緣有白色細帶；雌蝶翅背白紋範圍較窄，無光澤，前翅翅頂與外緣具寬黑邊，後翅前緣有大片黑色部位。前翅長16-19 mm，呈三角形，邊緣略凸；後翅較圓，CuA2脈末端具絲狀尾突。
翅腹面為褐色，前後翅中央有白色線紋，內側鑲暗色邊，於後翅CuA2室內反折。中室末端具短條狀深褐色紋。亞外緣有由白邊黑斑組成的斑列，後翅外緣另有灰色模糊帶。臀區與CuA1室具黑點橙色眼狀斑。緣毛為白色與褐色相間。

## 分佈
分佈於日本及中國華中、台灣等地。臺灣可見本島中、北部中海拔山區。

## 棲地
棲息於高海拔闊葉林，一年一世代，成蝶於夏季（6–8月）出現。幼蟲以金縷梅科水絲梨新芽為食，冬季以卵態越冬，產於寄主植物細枝上。雄蝶常在樹梢領域行為，雌蝶多活動於寄主附近，偶見吸水於葉面或地面。